# Wall Street: Money Never Sleeps
Wall Street: Money Never Sleeps är en amerikansk dramafilm från 2010 regisserad av Oliver Stone. Det är en uppföljare till filmen Wall Street (1987), den första filmen Stone gjorde. Michael Douglas spelar även denna gång sin Oscarsvinnande roll som Gordon Gekko. Bland andra Shia LaBeouf, Josh Brolin, Carey Mulligan och Frank Langella medverkar också i filmen.

## Handling
Wall Street: Money Never Sleeps utspelar sig på 2000-talet, många år efter händelserna i Wall Street. Gordon Gekko har nyligen släppts från fängelset och kommer tillbaka till finansvärlden som nu är mycket mer kaotisk än vad den var på 1980-talet.

## Rollista
| Michael Douglas     | – Gordon Gekko       |
| Shia LaBeouf        | – Jacob "Jake" Moore |
| Josh Brolin         | – Bretton James      |
| Carey Mulligan      | – Winnie Gekko       |
| Eli Wallach         | – Julius Steinhardt  |
| Frank Langella      | – Lewis Zabel        |
| Susan Sarandon      | – Jacobs mamma       |
| Vanessa Ferlito     | – Audrey             |
| John Buffalo Mailer | – Robby              |
| Jason Clarke        | – New York Fed Chief |
| Oliver Stone        | – Investerare        |
| Charlie Sheen       | – Bud Fox            |